# سارا وینکلس
سارا وینکلس (انگلیسی: Sarah Winckless؛ زادهٔ ۱۸ اکتبر ۱۹۷۳) ورزشکار روئینگ اهل بریتانیا است.
وی در مسابقات کشوری و بین‌المللی در مجموع برندهٔ ۲ مدال طلا، ۱ مدال برنز شده‌است.